# 929 Algunde
929 Algunde је астероид главног астероидног појаса чија средња удаљеност од Сунца износи 2,238 астрономских јединица (АЈ). 
Апсолутна магнитуда астероида је 12,1 а геометријски албедо 0,036.